# Кристофоро Моро
Кристофоро Моро (на италиански: Cristoforo Moro) е шестдесет и седмият венециански дож от 1462 до 1471 г.

## Биография
Произлиза от знатната фамилия Моро. След като завършва образованието си в Университета на Падуа става общественик. Кристофоро Моро е посланик на Венеция при папите Евгений IV и Николай V.
За дож е избран през 1462 г. и управлението му е белязано с война на Венеция с османците. Още през 1463 папа Пий II му подарява шпага, за да го убеди да участва в антиосманската коалиция на християнските държави. В началото Венеция се държи настрана, тъй като се вълнува преди всичко от икономическите си интереси, но в крайна сметка Моро се включва в антитурския съюз.
През април същата 1463 година, десет години преди да завладеят Константинопол, османците превземат крепостта Аргос, владение по това време на венецианците. Почти веднага след това се сформира коалиция между Венеция, Кралство Унгария и Албания с благословията на папата. През 1469 г. обаче става невъзможно Венеция да защити остров Евбея от османските нападения. Островът за Венеция е важен източник на земеделски провизии и загубата му се отразява твърде неблагоприятно на интересите ѝ.
По същото време Венеция е заплашена и от градовете на Северна Италия, както и от френския крал Луи XI, опитващ се да разшири владенията си в Ломбардия за сметка на Венеция.
Кристофоро Моро умира на 9 ноември 1471 г.

## Брак
Кристофоро Моро има брак с Кристина Санудо.